# Kalajoki
Kalajoki är en stad i landskapet Norra Österbotten i före detta Uleåborgs län. Kalajoki har 12 412 invånare och har en yta på 2 391,3 km², av vilket 1 468,84 km² är vatten. Kalajoki kommun blev stad 2002.
Grannkommuner är Alavieska, Karleby, Kannus, Merijärvi, Pyhäjoki, Sievi och Ylivieska.
Kalajoki är en enspråkigt finsk kommun. Sommartid lockas turister till de långa sandstränder som finns i området.

## Administrativ historik
Kalajoki kapell grundades enligt traditionen år 1525, möjligen tidigare. Kalajoki anges som kapell under Saloinen 1536 men redan 1540 var Kalajoki en självständig kyrksocken.
1 januari 1973 inkorporerades kommunen Rautio. Himango inkorporerades 1 januari 2010.

## Geografi

### Tätorter
Vid Statistikcentralens tätortsavgränsning den 31 december 2021 fanns fyra tätorter inom Kalajoki stads område:
| Nr | Tätort                | Folkmängd |
| -- | --------------------- | --------- |
| 1  | Kalajoki kyrkoby      | 6 591     |
| 2  | Himanka kyrkoby       | 1 668     |
| 3  | Kalajoen hiekkasärkät | 758       |
| 4  | Rautio                | 391       |

## Styre och politik

### Mandatfördelning i Kalajoki stad, valen 1976–2021
| 8 |  |  | 19 |  | 5 |

| 7 |  |  | 18 |  | 7 |

| 6 | 2 |  | 19 | 7 |

| 5 | 2 |  | 21 | 6 |

| 5 | 3 |  | 21 | 5 |

| 4 | 2 | 24 |  | 4 |

| 4 | 3 |  | 21 | 2 | 4 |

| 3 | 2 | 6 | 19 |  | 4 |

| 25 | 10 |

| 2 |  |  | 5 | 18 | 2 | 6 |

| 23 | 12 |

| 4 |  |  | 2 | 2 | 20 |  | 4 |

| 22 | 13 |

| 4 | 2 | 3 |  | 20 |  | 4 |

| 22 | 13 |

| 3 | 2 | 2 | 3 | 20 |  | 4 |

| 22 | 13 |

### Vänorter
Kalajoki har följande vänorter.
- Balatonalmádi, Ungern
- Izumo, Japan
- Vansbro kommun, Sverige

## Befolkning

### Befolkningsutveckling
| Befolkningsutvecklingen i Kalajoki stad 1975–2020                                                            | Befolkningsutvecklingen i Kalajoki stad 1975–2020 | Befolkningsutvecklingen i Kalajoki stad 1975–2020 | Befolkningsutvecklingen i Kalajoki stad 1975–2020 | Befolkningsutvecklingen i Kalajoki stad 1975–2020 |
| --- | ------------------------------------------------- | ------------------------------------------------- | ------------------------------------------------- | ------------------------------------------------- |
| |                                                   |                                                   |                                                   |                                                   |
| År |                                                   |                                                   | Folkmängd                                         |                                                   |
| 1975 | 1975                                              |                                                   | 11 336                                            |                                                   |
| 1980 | 1980                                              |                                                   | 11 984                                            |                                                   |
| 1985 | 1985                                              |                                                   | 12 532                                            |                                                   |
| 1990 | 1990                                              |                                                   | 12 728                                            |                                                   |
| 1995 | 1995                                              |                                                   | 12 814                                            |                                                   |
| 2000 | 2000                                              |                                                   | 12 376                                            |                                                   |
| 2005 | 2005                                              |                                                   | 12 282                                            |                                                   |
| 2010 | 2010                                              |                                                   | 12 562                                            |                                                   |
| 2015 | 2015                                              |                                                   | 12 621                                            |                                                   |
| 2020 | 2020                                              |                                                   | 12 400                                            |                                                   |
| Anm: Uppgifterna avser förhållandena den 31 december nämnda år enligt områdesindelningen den 1 januari 2022. |                                                   |                                                   |                                                   |                                                   |

### Språk
Befolkningen efter språk (modersmål) den 31 december 2022. Finska, svenska och samiska räknas som inhemska språk då de har officiell status i landet. Resten av språken räknas som främmande. För språk med färre än 10 talare är siffran dold av Statistikcentralen på grund av sekretesskäl.
| Språk                        | Talare 2022-12-31 | Talare 2022-12-31 |
| Språk                        | Antal             | Andel (%)         |
| ---------------------------- | ----------------- | ----------------- |
| Hela befolkningen            | 12 335            | 100,0             |
| Inhemska språk totalt        | 11 949            | 96,9              |
| Finska                       | 11 891            | 96,4              |
| Svenska                      | 55                | 0,4               |
| Samiska                      | 3                 | 0,0               |
| Främmande språk totalt       | 386               | 3,1               |
| Ryska                        | 89                | 0,7               |
| Ungerska                     | 68                | 0,6               |
| Thailändska                  | 34                | 0,3               |
| Ukrainska                    | 33                | 0,3               |
| Estniska                     | 27                | 0,2               |
| Bulgariska                   | 25                | 0,2               |
| Persiska                     | 21                | 0,2               |
| Engelska                     | 14                | 0,1               |
| Arabiska                     | 11                | 0,1               |
| Kinesiska                    | 10                | 0,1               |
| Språk med färre än 10 talare | 54                | 0,4               |

|  | Finska (96,4 %) |

|  | Svenska (0,4 %) |

|  | Samiska (0,0 %) |

|  | Främmande språk (3,2 %) |

|  | Finska (96,4 %) |

|  | Svenska (0,4 %) |

|  | Samiska (0,0 %) |

|  | Främmande språk (3,2 %) |